# John Sloss Hobart
John Sloss Hobart (ur. 6 maja 1738 w Fairfield w stanie Connecticut, zm. 4 lutego 1805 w nowym Jorku) – amerykański polityk.
W 1798 roku z ramienia Partii Federalistycznej reprezentował stan Nowy Jork w Senacie Stanów Zjednoczonych.